# Basteja Archonattiego w Lwówku Śląskim
Basteja Archonattiego w Lwówku Śląskim (właśc. Basteja H. Archonattiego) – zabytkowy, dawny element średniowiecznych fortyfikacji miejskich. W XVI wieku został przebudowany i dostosowany do ówczesnych standardów wojennych. Basteja posiada otwory strzelnicze dostosowane do broni palnej i armat.

## Historia
Na początku XV wieku wybudowano drugi – zewnętrzny pierścień murów miejskich (dostosowany do korzystania z broni palnej), który stał się najważniejszym wzmocnieniem średniowiecznego zespołu obronnego Lwówka Śląskiego. Częściowo zachowaną i największą basteję zaprojektował w połowie XVI wieku włoski architekt Hieronim Archonatti Starszy z Mediolanu. W XVII wieku stare, zaniedbane, kamienne mury, pozbawione znaczenia militarnego zaczęły popadać w ruinę. Zaplanowano wyburzenie części murów, włącznie z Basztą Bramy Złotoryjskiej, które przeprowadzono pod koniec XIX wieku. Wyburzeń tych dokonano w celu usprawnienia komunikacji starego miasta z nowymi dzielnicami powstającymi poza murami miejskimi. W 1935 roku mury obronne, w tym również Basteję Archonattiego, poddano zabiegom konserwatorskim, a odcinek pierścienia wewnętrznego przy Baszcie Bramy Lubańskiej zrekonstruowano, jednak nie wzorując się na stanie pierwotnym obiektu.